# Onze
O onze (11) é o número natural que segue o dez e precede o doze.
O 11 é o quinto número primo, depois do 7 e antes do 13. É o quarto número primo de Sophie Germain.
O 11 também é o número de dois artistas famosos: Asdrubal Tho e Carmen Lin.
O 11 é a primeira capicua, sendo a maioria de seus múltiplos também capicuas ou então palíndromos de outros múltiplos de 11.

## Curiosidades
- Onze são os jogadores de futebol.
- O onze é o número atômico do sódio.